# Nick Arnold
Nick Arnold (Cambridge, 4 agosto 1961) è un divulgatore scientifico britannico.
Ha ideato e pubblicato diverse serie di libri, principalmente nel settore della divulgazione scientifica per ragazzi. La collana di opere per cui è principalmente noto è Horrible Science (pubblicata nell'edizione originale dalla casa editrice Scholastic e tradotta in italiano da Salani col titolo Brutte scienze), realizzata in collaborazione con l'illustratore Tony De Saulles. Altre sue opere sono state pubblicate utilizzando il nome Robert Roland.
La serie ha avuto un grande successo internazionale e alcuni dei volumi hanno vinto il prestigioso Aventis Prize istituito dalla Royal Society. Prima di Horrible Science, Terry Deary aveva applicato la stessa formula (ovvero la divulgazione basata sul senso dell'assurdo, del bizzarro e dell'orrido) ad argomenti storici, con la collana Brutte Storie (Horrible Histories). In precedenza Arnold aveva realizzato anche una serie di libri sulla vita degli animali, dal titolo Wild Lives.

## Elenco parziale delle opere
- Bruchi, scarafi, pidocchi... e altre meravigliose bestiole, Salani, 1998
- Ossa, trippe, budella e altre meraviglie del corpo umano, Salani, 1998
- Rospi, puzzole, anaconde e altre meravigliose bestiacce, Salani, 1998
- Caotica chimica, Salani, 1999
- Centrifughe, schianti, propulsioni e altre forze fatali della fisica, Salani, 1999
- Colon, succhi gastrici, pilori e altri disgustosi dettagli della digestione, Salani, 2000
- Elettroni, catodi, fotoni e altri magnetici misteri, Salani, 2001
- Muffe, peponidi, tartufi e altri vergognosi vegetali, Salani, 2001: tratta di botanica e descrive le strategie riproduttive e nutritive delle piante e dei funghi, il loro ruolo nella catena alimentare. Indugia sugli aspetti più truculenti e inusuali, con molte curiosità su frutti, fiori e funghi, tutti caratterizzati da un epiteto.
- Onde, armonici, boati e altre frastornanti frequenze, Salani, 2001
- Arcigna archeologia, Salani, 2002
- Catarro, peste, febbre gialla e altri mefitici malanni, Salani, 2002
- Germi, virus, batteri e altri microscopici mostri, Salani, 2002
- Luci, lampi, rifrazioni e altre luminose luminescenze, Salani, 2002
- Neuroni, ipofisi, meningi e altri cervellotici elementi, Salani, 2002
- Calori, motori, vapori e altre energetiche energie, Salani, 2003
- Vivere in eterno, Editoriale Scienza, 2003
- Chimici, fisici, astronomi e altri sciroccati scienziati, Salani, 2003
- Germi, virus, batteri e altri microscopici mostri, Salani, 2003
- Guizzanti quiz scientifici, Salani, 2004
- Botti, reazioni, implosioni e altri estenuanti esperimenti, Salani, 2004
- Asteroidi, alieni, buchi neri e altri complessi corpi celesti, Salani, 2004
- La scervellante scienza universale, Salani, 2005
- Cianuro, arsenico, stricnina e altri vomitevoli veleni, Salani, 2005
- Aerei, mongolfiere, dirigibili e altri vertiginosi veicoli volanti, Salani, 2006
- Orsi, tigri, coccodrilli e altre fameliche fiere, Salani, 2007
- Cronometri, clessidre, calendari e altri tentativi di trattenere il tempo, Salani, 2008
- Caotica chimica, Salani, 2008